# Tralaigues
Tralaigues är en kommun i departementet Puy-de-Dôme i regionen Auvergne-Rhône-Alpes i centrala Frankrike. Kommunen ligger i kantonen Pontaumur som tillhör arrondissementet Riom. År 2022 hade Tralaigues 77 invånare.

## Befolkningsutveckling
Antalet invånare i kommunen Tralaigues
| Referens: INSEE |